# Panopoda veluticollis
Panopoda veluticollis là một loài bướm đêm trong họ Erebidae.